# منتخب بوروندي لاتحاد الرغبي
منتخب بوروندي لاتحاد الرغبي هو ممثل بوروندي الرسمي في المنافسات الدولية في اتحاد الرغبي
.